# Sonora semiannulata
Espèce
Synonymes
- Lamprosoma episcopum Kennicott in Baird, 1859
- Sonora episcopa (Kennicott, 1859)
- Contia taylori Boulenger, 1894
- Sonora taylori (Boulenger, 1894)
- Sonora semiannulata blanchardi Stickel, 1938
- Sonora semiannulata gloydi Stickel, 1938
- Sonora mosaueri Stickel, 1938
- Sonora bancroftae Klauber, 1943

Statut de conservation UICN

 LC  : Préoccupation mineure
Sonora semiannulata  est une espèce de serpents de la famille des Colubridae.

## Répartition
Cette espèce se rencontre :
- au Mexique dans le nord du Sonora, dans le Chihuahua, dans le Coahuila, dans le nord-ouest du Nuevo León et dans le nord-est du Durango ;
- aux États-Unis dans l'ouest du Texas, dans l'Oklahoma, dans le sud du Kansas, dans le sud-ouest du Missouri, dans le Nouveau-Mexique, dans l'Arizona, dans le Colorado, dans le sud-est de l'Utah et en Californie.

## Description
C'est un serpent ovipare.

## Liste des sous-espèces
Selon The Reptile Database (30 janvier 2014) :
- Sonora semiannulata semiannulata Baird & Girard, 1853
- Sonora semiannulata taylori (Boulenger, 1894)

## Publications originales
- Baird & Girard, 1853 : Catalogue of North American Reptiles in the Museum of the Smithsonian Institution. Part 1. Serpents. Smithsonian Institution, Washington, p. 1-172 (texte intégral).
- Boulenger, 1894 : Catalogue of the Snakes in the British Museum (Natural History). Volume II., Containing the Conclusion of the Colubridæ Aglyphæ, p. 1-382 (texte intégral).